# 明尼阿波利斯美術館
明尼阿波利斯美術館（英語：Minneapolis Institute of Art）是位於美國明尼蘇達州明尼阿波利斯的一座美術館。

## 历史
1883年建立，美術館的面積達32000平方米，藏品約八萬件 ，常設展可免費參觀（特展收費），是美國中西部北部地區規模最大的美術館。

## 外部連結
- 官方网站